# Mullus surmuletus
Mullus surmuletus, comummente conhecido como salmonete e salmonete-legítimo,  é uma espécie de peixe ósseo da família dos mulídeos.

## Taxonomia
A espécie foi descrita por Lineu, em 1758.
O nome genérico, Mullus, trata-se do nome latino, herdado já desde o período romano, para se referir ao salmonete.
Ao passo que o epiteto específico, surmuletus, resulta da aglutinação do prefixo sur, que vem do francês antigo sor e significa «avermelhado», com o étimo latino medieval muletus, que também se referia ao salmonete. Em suma, surmuletus, significa «salmonete avermelhado» e terá sido o epiteto escolhido por Lineu para ressaltar a coloração deste peixe.

## Descrição
O salmonete caracteriza-se pelo epónimo dorso carmesim e ventre rosado, estriado por 3 riscas amareladas, que se espraiam longitudinalmente ao longo do corpo. Além da cabeça, de perfil oblíquo, destaca-se pelos barbilhos, que são maiores  dos que as barbatanas peitorais e pela primeira barbatana dorsal, exornada com manchas mais escuras na membrana interradial.
Em média, varia entre os vinte e os vinte e cinco centímetros de comprimento, se bem que há o relato de espécimes adultos que chegaram aos quarenta centímetros. O peso máximo alguma vez registado num espécime adulto foi um quilo. O espécime mais velho alguma vez registado tinha 11 anos.

## Distribuição
Distribui-se ao longo de todo o Atlântico Nordeste, sendo certo que é raro encontrá-lo no Mar do Norte, sensivelmente até à costa senegalesa. Encontra-se ainda no Mar Mediterrâneo e no Mar Negro.

### Habitat
Privilegia os fundos rochosos, arenosos e lodosos a profundidades inferiores aos 100 metros. Costumam refugiar-se nas cercanias das reentrâncias formadas pelos rochedos junto à areia.

## Hábitos
Trata-se de uma espécie gregária, que se reúne em cardumes. Costumam reproduzir-se de Maio a Julho, no Atlântico, e de Março a Julho, no Mediterrâneo. Os ovos e as larvas são pelágicos, por natureza, sendo que os espécimes juvenis permanecem nas imediações da coluna de água e só se mudam para as profundezas marinhas quando atingem a maioridade.
É uma espécie mormente noctívaga, pelo que, durante o dia, se deixa ficar praticamente inactivo, caçando e alimentando-se só durante a noite.

## Dieta
Os salmonetes fazem uma dieta à base de bentos, o que inclui, além dos peixes bentónicos, moluscos, camarões, poliquetas e anfípodes.
Serve-se dos barbilhos, que são órgãos sensoriais, para vasculhar a areia do fundo marinho e descobrir as presas. Ao remexer a areia de maneira insistente, o salmonete levanta uma nebulosa de partículas à sua volta, a qual atrai outras espécies predadoras oportunistas, que, por seu turno, aproveitam para se alimentarem dos pequenos vertebrados que vão ficando na esteira da passagem do salmonete.

## Pesca
Na pesca ao salmonete é comum usar-se vermes anelídeos como engodo. Sendo ainda de assinalar que, ao morder o anzol, a picada do salmonete é pouco perceptível, o que pede uma maior atenção do pescador. Em contrapartida, o salmonete não costuma oferecer muita resistência, quando se recolhe a linha.
O tamanho mínimo legal de captura, nos conformes da lei portuguesa, é de 18 centímetros.

## Consumo humano
A sua carne é saborosa, tendo um forte sabor de camarão, e no comércio o seu preço é elevado, normalmente superior ao robalo, sargo e dourada.
Há relatos da Antiguidade romana de que o salmonete, pescado na Sicília e na Córsega, era muito prezado, orçando preços altíssimos. Há o caso notável, registado por Séneca nas Epistulae Morales ad Lucilium, de como Públio Octávio e Apício se terão porfiado no mercado, numa batalha de licitações, por causa de um salmonete de enormes dimensões, com quase dois quilos, tendo Octávio saído vitorioso ao pagar a muito considerável quantia de cinco mil sestércios.
Há ainda o relato de Suetónio de uma queixa proferida pelo imperador Tibério, a respeito da compra de três salmonetes pela quantia exorbitante de trinta mil sestércios.